# 大洲駅 (宜蘭県)

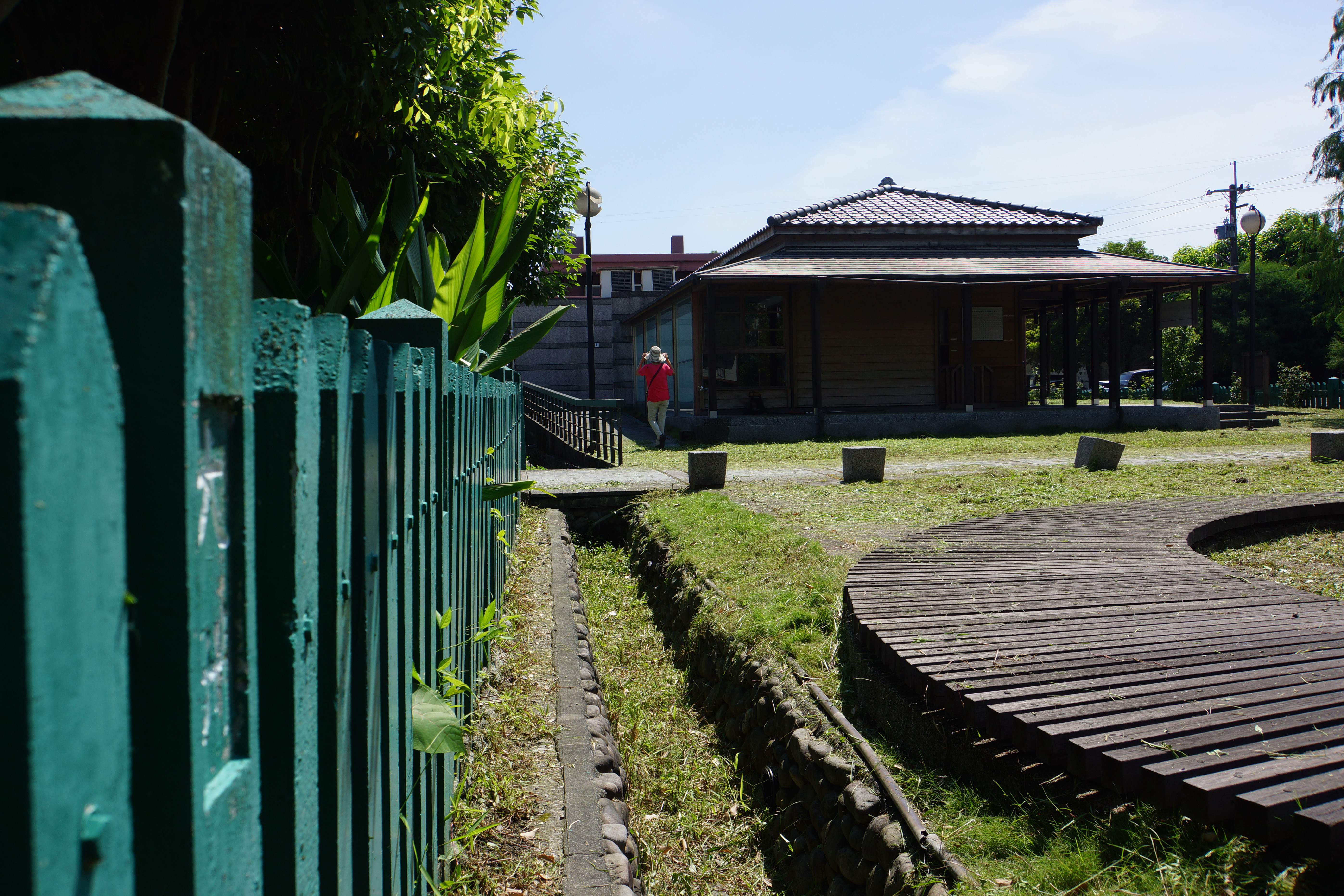
転車台

大洲駅（たいしゅうえき）は、台湾宜蘭県三星郷にかつてあった林務局羅東森林鉄路（太平山森林鉄路羅東線）の駅。現在は地域の文物館として駅舎が再利用されている。

## 歴史
- 1920年（大正9年）1月6日 - 台南製糖の路線（天送埤以西）を借用して輸送を開始[1][2]。
- 1921年（大正10年） - 天送埤以西が開通[1][3]。
- 1924年（大正13年）1月27日 - 竹林まで延伸し全線開業[2]。
- 1926年（大正15年）5月18日 - 旅客扱い開始に伴い駅を設置[1]。
- 1976年 - 万富とともに無人駅となる[4]。
- 1979年8月1日 - 復旧することなく正式に全線廃止[3]。
- 2000年代 - 駅舎が再建される[5]。
- 2009年11月30日 - 文物館起工[6]。
- 2010年5月31日 - 文物館開館[6]。内部見学可能な時間帯は平日10:00-12:00、土休日は9:00-12:00、13:30-16:30。

## 駅周辺
- 県道196号 (台湾)
- 大洲国民小学

## バス
最寄りの停留所は《大洲車站》、《大洲》
| 系統 | 管轄           | 事業者   | 区間                          | 備考               |
| ---- | -------------- | -------- | ----------------------------- | ------------------ |
| 緑17 | 宜蘭県市区公車 | 国光客運 | 羅東転運站（羅東駅） - 長埤湖 | 《大洲車站》に停車 |
| 1794 | 公路客運       | 国光客運 | 羅東転運站 - 大洲 - 三星      | 《大洲》に停車     |

## 舞台となった作品
- 下一站，幸福（邦題：秋のコンチェルト）で花田村村長弁公室として[7]。

## 隣の駅
林務局
■羅東森林鉄路
歪仔歪駅 - 大洲駅 - 万富駅